# Kapelle St. Josef (Berverath)

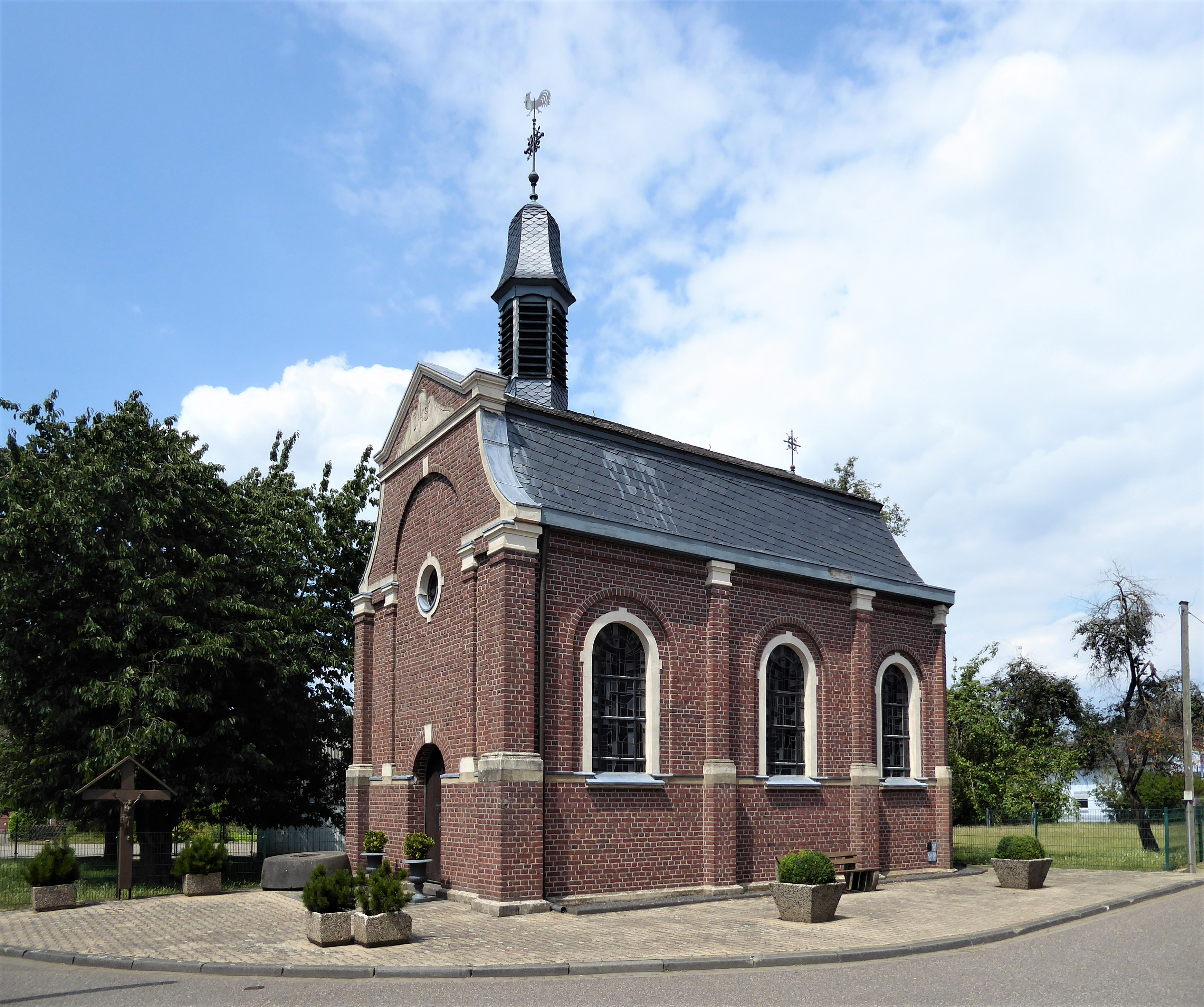
St. Josef in Berverath

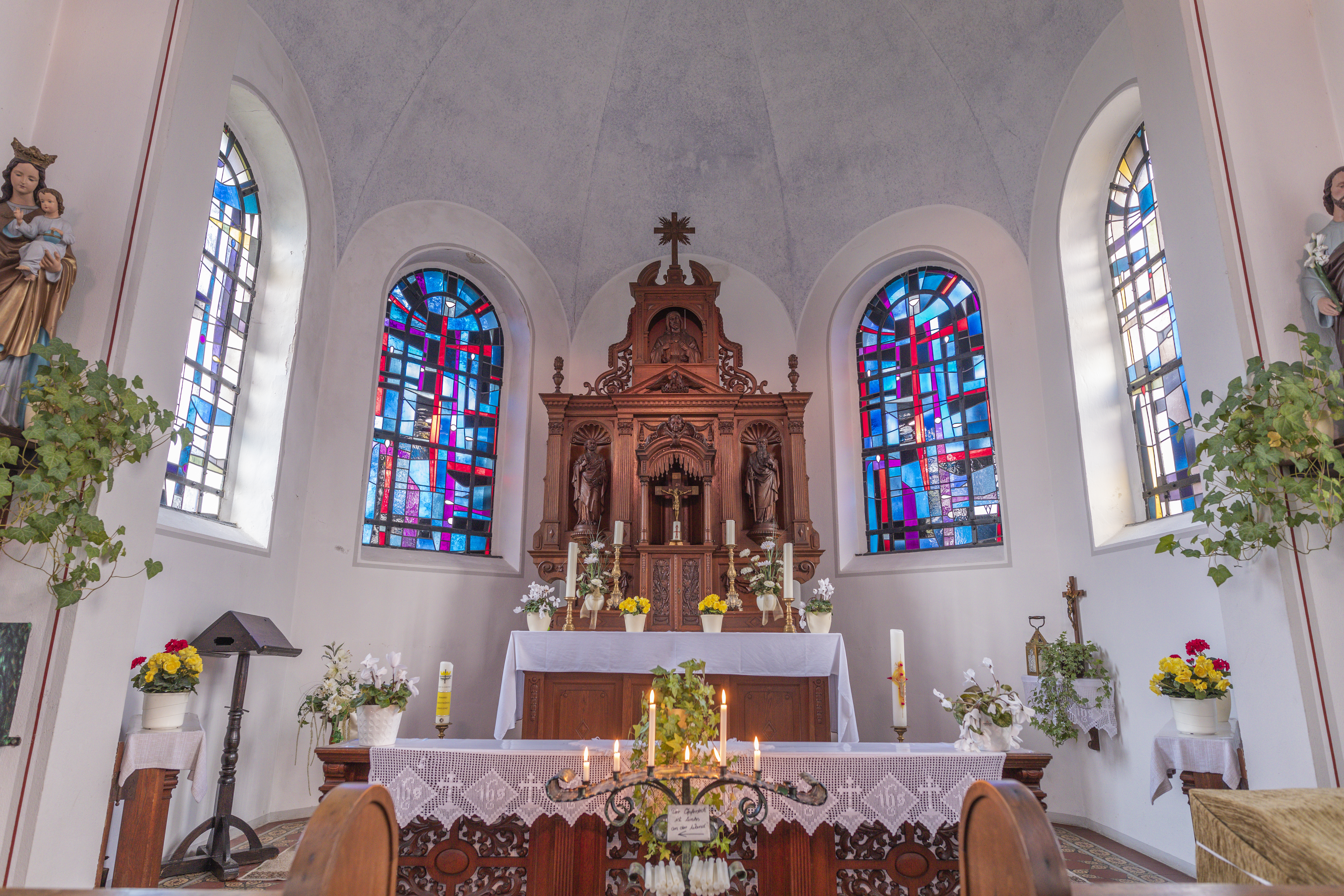
Die Kapelle von innen

Die Kapelle St. Josef ist das ehemalige römisch-katholische Gotteshaus des Ortsteils Berverath der Stadt Erkelenz im Kreis Heinsberg (Nordrhein-Westfalen).
Die Kirche ist unter Nummer 8 in die Liste der Baudenkmäler in Erkelenz eingetragen.
Ursprünglich war geplant, das Bauwerk nach 2026 abzureißen, da es dem Tagebau Garzweiler weichen soll. 2022 fiel die Entscheidung, Berverath nicht mehr abzubaggern, sodass die Kapelle St. Josef ebenfalls stehen bleiben kann.

## Geschichte
Die Berverather Kapelle wurde zwischen 1909 und 1912 als einschiffige Saalkirche mit dreiseitig geschlossenem Chor und Dachreiter im neobarocken Baustil errichtet. Der Auftraggeber war Joseph Jansen aus Berverath. Er ließ die Kapelle auf einer in seinem Besitz befindlichen Parzelle errichten. Im Jahr 1912 schenkte er in einem Brief an die Pfarre Keyenberg, zu der das Dorf gehörte, die Kapelle der Pfarrgemeinde Heilig Kreuz. Erst 1913 nahm der Kirchenvorstand das Geschenk an, da der damalige Keyenberger Pfarrer Römer befürchtete, dass die Bevölkerung dann nicht mehr nach Keyenberg zur Kirche kommen würde. Letztendlich einigte man sich darauf, dass einmal in Monat ein Gottesdienst hier stattfinden konnte und die älteren Einwohner Berveraths diesen besuchen konnten, während die Jüngeren weiterhin nach Keyenberg zur Messe mussten.
Mit Wirkung zum 28. November 2021 wurde die Kapelle ohne den normalerweise üblichen letzten Gottesdienst profaniert. Die Gläubigen hatten am Tag zuvor Gelegenheit, sich von ihr zu verabschieden. Ein Abriss wird derzeit noch nicht erwogen und sollte Berverath bestehen bleiben, dann könnte diese Kapelle als Begegnungsstätte umgewidmet werden.

## Ausstattung
Im Innern der Kapelle befindet sich ein geschnitzter, neobarocker Hochaltar, sowie eine Kommunionbank aus Holz. Des Weiteren sind in dem Gotteshaus zwei farbig gefasste Figuren zu sehen. Sie stellen die Muttergottes mit dem Jesukind dar und den heiligen Josef. Auch die Bänke und der Fußboden stammen aus der Erbauungszeit. Die Fenster schuf Will Völker aus Lövenich im Jahr 1962. Seit 2012 befindet sich auch wieder ein Kreuzweg in der Kapelle. Er ist eine Reproduktion des alten Kreuzwegs, welcher in den 1950er Jahren aufgrund von Feuchtigkeitsschäden entfernt wurde.